# Abdul Joshua Ruzibiza
Abdul Joshua Ruzibiza (né le 28 juin 1970 au Rwanda et mort le 22 septembre 2010 à Oslo), ancien lieutenant rwandais (tutsi) de l'APR, branche militaire du Front patriotique rwandais (FPR). Sa famille fut exterminée lors du génocide au Rwanda en 1994.

## Biographie
Après avoir été interdit d'études au Rwanda, il s'exile au Burundi où il devient membres du FPR. Il fait alors partie de l'APR, la branche militaire du FPR de 1990 à 2001. Affecté à différentes unités, dont selon ses premiers témoignages, le « Network Commando » et la Direction du renseignement militaire (OMI), il aurait travaillé ensuite dans le contre-espionnage. Il abandonne son poste en 2001 pour se réfugier en Ouganda et ensuite gagner l'Europe. Selon la journaliste Colette Braeckman Ruzibiza était infirmier dans l'APR. le FPR affirme que Ruzibiza a été condamné pour détournement de fonds.
Son livre controversé Rwanda, l'histoire secrète (2005) dénonce les crimes commis depuis 1990 par Paul Kagame et certains extrémistes du FPR. Il affirme notamment avec force détails qu'il aurait fait partie du « Network commando » qui aurait abattu l'avion de Juvénal Habyrima lors de l'attentat du 6 avril 1994 sous les ordres de Paul Kagame, chef du FPR et actuel Président de la République du Rwanda.
Abdul Joshua Ruzibiza a témoigné devant le Tribunal pénal international pour le Rwanda, lors du procès dit des militaires, principale affaire du TPIR.
En novembre 2008, un rebondissement spectaculaire intervint dans l'enquête française sur l'attentat rwandais, le 12 novembre 2008 - trois jours après l'arrestation de Rose Kabuye : Ruzibiza se rétracte complètement et affirme dans de nombreux interviews les jours suivants que son témoignage est une invention de sa part, contredisant ainsi ses dépositions devant le TPIR et dans son livre Rwanda l'histoire secrète, et notamment qu'il n'aurait jamais appartenu au « Network commando » qui n'existerait pas.
Le 15 juin 2010, entendu par les juges Nathalie Poux et Marc Trevidic à Oslo, Ruzibiza revient sur sa rétractation et confirme ses accusations initiales contre plusieurs membres de la DMI (Directorate of Military Intelligence), le service de renseignement de l'APR. Il explique qu'il ne se trouvait pas lui-même sur les lieux de l'attentat, mais qu'il s'est attribué le rôle de l'un des membres du commando afin de protéger celui-ci. À cette nuance près, il maintient l'ensemble de ses premières déclarations, donnant des détails sur le lieu du tir (la colline de Masaka), le maniement des missiles, le véhicule utilisé, l'identification de l'avion présidentiel ainsi que l'identité des membres du commando. Il explique enfin sa précédente rétractation par « sa sécurité personnelle et celle de certains témoins ». L'intégralité de son témoignage est publié sur le site de l'hebdomadaire Marianne le 27 septembre 2010.
Sa mort, le 22 septembre 2010 est présentée[Par qui ?] comme liée à un cancer du foie.

## Publication
- Rwanda, l'histoire secrète, préface de Claudine Vidal et postface d'André Guichaoua, Paris, Éditions du Panama, 2005.